# Quèrsias
Quèrsias (en grec antic: Χερσίας) va ser un poeta èpic nascut a Orcomen que va florir a finals del segle vii aC. La seva obra és pràcticament desconeguda.
Plutarc presenta Quèrsias com un dels interlocutors al Banquet dels set savis, i diu que era contemporani de Periandre de Corint i Quiló de Lacedemònia. Quèrsias també hauria estat present a Delfos quan el pare de Periandre, Cípsel, va dedicar un tresor a l'Oracle.  Segons el geògraf Pausànias, la poesia de Quèrsias pràcticament era desconeguda en el seu temps. L'autor cita l'únic fragment que es coneix de la seva poesia èpica, esmentant com a font un discurs pronunciat per Cal·lip de Corint (segle v aC) als habitants d'Orcomen:
| « | De Posidó i de la il·lustre Midea va néixer Aspledó, en una ampla ciutadella. | » |

D'aquest Quèrsias els habitants d'Orcomen també recorden que va inscriure uns versos com a epitafi a la tomba que van bastir en homenatge a Hesíode.